# Nomoteta
Nomoteta (in greco antico: νομοθέτης?, nomothétes) nell'antica Grecia era il nome dei legislatori.

## Storia
La tradizione indica come nomoteti (in greco antico: νομοθέται?, nomothétai) i primi legislatori italioti e sicelioti. Le colonie greche d'Occidente si profilano, a partire dalla metà del VII secolo a.C., come avanguardie, rispetto alla grecità della madrepatria, nel campo della legislazione scritta. Ciò deve essere stato possibile perché le colonie greche d'Occidente ospitavano comunità miste. Gli abitanti provenivano infatti da diverse comunità d'origine, parlavano diversi dialetti, rispondevano a tradizioni culturali differenti. La trasmissione orale della prassi consuetudinaria in vigore nella madrepatria si manifestò ben presto come insufficiente a regolare i rapporti e a determinare le pene contro i comportamenti scorretti, dato che nelle nuove comunità ciascun gruppo etnico adduceva un portato di tradizioni differente.
Secondo la testimonianza di Eforo di Cuma, il più antico legislatore fu Zaleuco di Locri. Con Eusebio di Cesarea, possiamo datare la sua attività alla metà del VII secolo a.C. (una generazione prima di Dracone, legislatore in Atene). Allievo di Zaleuco sarebbe stato Caronda di Catania e si ricorda anche Diocle di Siracusa.
I nomoteti ottennero presto grande fama in tutto il mondo ellenico: sappiamo che l'isola di Coo e un'altra località in Cappadocia avevano adottato le leggi di Caronda.
Tali antiche leggi venivano cantate durante il simposio: dovevano dunque essere in versi e quindi più facilmente memorizzabili. Si ricorda infatti l'antica figura del nomodós, il "cantore delle leggi", che più in avanti sarebbe diventato l'esegeta (ἐξηγητής, exeghetes), cioè il divulgatore dei nomoi (le leggi).
Nel V secolo a.C., ad Atene i nomoteti erano i legislatori chiamati a valutare collegialmente le modifiche proposte dall'assemblea del popolo, l'ecclesia (ἐκκλησία), al corpo delle leggi.